# Кеб Келловей
Кебел «Кеб» Келловей III (англ. Cabell "Cab" Calloway III, нар. 25 грудня 1907 — пом. 18 листопада 1994) — американський джазовий співак, очільник музичного гурту та шоумен. Його зазвичай асоціюють із клубом Cotton Club у Гарлемі, Нью-Йорк, де він регулярно давав концерти. Зіграв роль старого джазмена, який чесно заробляє на життя роботою сторожа в дитячому притулку, у фільмі «Брати Блюз» (1980). Кеб Келловей продовжував виступати аж до своєї смерті в 1994 році, коли йому було 86.
Келловей був майстром енергійного скету і був лідером одного з найпопулярніших гуртів в США з початку 1930-х і до кінця 1940-х років.

## Біографія
Кеб Келловей народився в Рочестері, штат Нью-Йорк на Різдво 1907 року, в сім'ї вчительки та адвоката. Сім'я переїхала до Балтимору, коли Кебу було 11. Кеб ріс в середовищі середнього класу в домогосподарстві в районі West Baltimore's Sugar Hill area, що вважався політичним, культурним та бізнесовим хабом афроамериканського населення. Його батьки швидко розпізнали талант в ньому і віддали на приватні уроки співу з 1922 року.
Поступивши в 1924 році в школу Frederick Douglas High School у Балтиморі, він почав виявляти цікавість до спорту, йому дуже подобався баскетбол. Але він не припинив займатися музикою, навпаки, часто відвідував джазові клуби і багато чому навчився у метрів джазу.

### Успіх
У 1930 році Келовей очолив гурт «The Missourians» що з 1920 року виступав в нью-йоркському клубі Cotton Club, прем'єрному джазовому майданчику для всієї країни; згодом він назвав цей гурт «Cab Calloway and His Orchestra». У 1931 році Келловей та його оркестр були найняті як заміна вже відомого на той час Оркестру Дюка Еллінгтона (The Duke Ellington Orchestra), поки той був у гастрольному турі.
Келловей швидко став настільки популярним, що його група стала «спів-госпордарями» клубу разом з Оркестром Еллінгтона і також гастролювала по всій країні, якщо не давала концерти в Cotton Club. Їхня популярність значно виросла у зв'язку з радіотрансляціями NBC з Cotton Club двічі на тиждень.